# 18 Greatest Hits (album 2 plus 1)
18 Greatest Hits – album zespołu 2 plus 1, wydany w 1991 roku nakładem wydawnictwa Sonic.

## Ogólne informacje
Była to druga autoryzowana kompilacja zespołu, a jednocześnie pierwszy album 2 plus 1 wydany bezpośrednio na nośniku kompaktowym. Zawierała 18 największych przebojów zespołu z lat 1972-1984, wyłączając jednak utwory anglojęzyczne. Wszystkie nagrania zostały zremasterowane. W 1996 roku firma Sonic wydała kompilację 21 Greatest Hits, która była de facto rozbudowaną wersją 18 Greatest Hits.

## Lista utworów
1. „Chodź, pomaluj mój świat”
2. „Czerwone słoneczko”
3. „Wstawaj, szkoda dnia”
4. „Na luzie”
5. „Wyspa dzieci”
6. „Windą do nieba”
7. „California mon amour”
8. „Taksówka nr 5”
9. „Z popiołu i wosku”
10. „Iść w stronę słońca”
11. „Obłędu chcę”
12. „Kalkuta nocą”
13. „Nic nie boli”
14. „Requiem (dla samej siebie)”
15. „Superszczur”
16. „Gdy grali dla nas R. S.”
17. „XXI wiek (dla wszystkich nas)”
18. „Wielki mały człowiek”

## Twórcy
2 plus 1:
- Janusz Kruk – wokal, aranżacje utworów
- Elżbieta Dmoch – wokal
- Cezary Szlązak – wokal

Personel:
- Marek Czudowski – foto
- Harry Weinberg – foto
- Grażyna Hase – ubrania